# Cassignas
Cassignas é uma comuna francesa na região administrativa da Nova Aquitânia, no departamento Lot-et-Garonne. Estende-se por uma área de 8 km². Em 2010 a comuna tinha 129 habitantes (densidade: 16,1 hab./km²).